# Cementerio de North Front
El Cementerio de North Front (en inglés: North Front Cemetery) es un cementerio situado en el territorio británico de ultramar de Gibraltar. También conocido como el «Cementerio de Gibraltar» y el «Cementerio Garrison», es el único cementerio todavía en uso en Gibraltar. También es el único cementerio de la comisión de tumbas de guerra de la Commonwealth en  Gibraltar. Los dos monumentos de la Comisión, el Monumento conmemorativo de Gibraltar y la Cruz del Sacrificio de Gibraltar, están situados en las inmediaciones, en el cruce de la avenida Winston Churchill y el camino de la torre del diablo.
Está situado específicamente en el distrito norte de Gibraltar, en el extremo sur de la península ibérica. Se encuentra entre la cara norte del peñón de Gibraltar hacia el sur y el aeropuerto hacia el norte.